# 馬切爾·喬拉庫
揚·馬切爾·喬拉庫（羅馬尼亞語：Ion Marcel Ciolacu，發音：[iˈon marˈtʃel tʃjoˈlaku]；1967年11月28日—）是羅馬尼亞政治人物，於2023年6月15日至2025年5月6日任羅馬尼亞總理。喬拉庫也是羅馬尼亞目前國會最大黨社會民主黨（PSD）的主席。2019年至2002年及2021年至2023年喬拉庫两度擔任羅馬尼亞眾議院议长，2023年6月15日受總統克勞斯·約翰尼斯提名任命為總理。